# Cacelice
Cacelice là một chi bướm đêm thuộc họ Gelechiidae.